# Adolf Hellander
Adolf Klemens Hellander, född 2 maj 1848 i Stockholm, död 30 september 1906 på samma ort, var en svensk skådespelare och författare.

## Biografi
Hellander antogs till Kungliga teaterns elevskola den 15 september 1866, men stannade där endast i ett år. 1867–1868 var han engagerad hos Constantin Rohde vid Mindre teatern i Göteborg och 1868–1869 hos Ludvig Josephson och Fritz Ahlgrensson vid Mindre (Hammerska) teatern i Stockholm. Han debuterade på Kungliga Dramatiska Teatern den 15 april 1869 som Paul i Saint-Rémys komedi Ur askan i elden. Han stannade vid den kungliga scenen till 1873. Hösten samma år engagerades han hos Wilhelm Åhman vid Nya teatern i Göteborg, och hösten 1874 hos Edvard Stjernström vid Nya teatern i Stockholm, där han blev kvar i tio år. Hellander skrev även för teatern, och gav ut flera memoarböcker om sitt teaterliv. Efter teaterkarriären blev han tidningsman. Han avled på Stockholms sjukhem den 30 september 1906.
Vid Kungliga Dramatiska Teatern gjorde han bland annat rollerna Masham i Eugène Scribes Ett glas vatten och Löjtnant Arvid i Frans Hedbergs Majorens döttrar. Det var dock först hos Stjernström som han gjorde sig mer bemärkt, och på Nya Teatern spelade han roller som titelrollen i Josef Julius Wecksells Daniel Hjort, Håkan Håkansson i Henrik Ibsens Kungsämnena, titelrollen i August von Kotzebues Gustav Vasa, Hertig Fredrik Adolf i Frans Hedbergs Glanskis, Erik Tegel i Gustav III:s Siri Brahe och Johan Gyllenstjerna, Måns Bengtsson i August Blanches Engelbrekt och hans dalkarlar och Wurm i Friedrich Schillers Kärlek och kabal.
Hellander gifte sig sommaren 1874 med skådespelerskan Anna Charlotta Jansson.

## Teater

### Roller (ej komplett)
| År   | Roll                 | Produktion                                    | Teater      |
| ---- | -------------------- | --------------------------------------------- | ----------- |
| 1875 | Löjtnant Hamar       | Ett handelshus Bjørnstjerne Bjørnson          | Nya teatern |
| 1875 |                      | Tadelskolan Richard Brinsley Sheridan         | Nya teatern |
| 1875 | Erik Jöransson Tegel | Siri Brahe och Johan Gyllenstierna Gustav III | Nya teatern |
| 1876 | Maken                | Mellan barken och trädet Ernst Lundquist      | Nya teatern |
| 1876 | Karl XII             | Karl XII på hemfärden James Planché           | Nya teatern |
| 1876 |                      | Kotteriernas makt Eugène Scribe               | Nya teatern |
| 1877 |                      | Bedragare och bedragne Parainetes (pseudonym) | Nya teatern |

### Fotnoter
1. ↑  ”Nya teatern”. Dagens Nyheter:  s. 3. 18 februari 1875. http://arkivet.dn.se/arkivet/tidning/1875-02-18/3088/3. Läst 30 juli 2015.
2. ↑  ”Teaterannons”. Dagens Nyheter:  s. 2. 7 maj 1875. http://arkivet.dn.se/arkivet/tidning/1875-05-07/3151/2. Läst 30 juli 2015.
3. ↑  ”Teater”. Aftonbladet:  s. 3. 29 september 1875. http://tidningar.kb.se/4112678/1875-09-29/edition/0/part/1/page/3. Läst 1 april 2017.
4. ↑  ”Teater och musik”. Dagens Nyheter:  s. 2. 23 maj 1876. http://arkivet.dn.se/arkivet/tidning/1876-05-23/3470/2. Läst 14 augusti 2015.
5. ↑  ”Teater och musik”. Dagens Nyheter:  s. 2. 24 oktober 1876. http://arkivet.dn.se/arkivet/tidning/1876-10-24/3599/2. Läst 17 augusti 2015.
6. ↑  ”Teater och musik”. Dagens Nyheter:  s. 2. 4 december 1876. http://arkivet.dn.se/arkivet/tidning/1876-12-04/3634/2. Läst 17 augusti 2015.
7. ↑  ”Teater”. Aftonbladet:  s. 2. 5 juni 1877. http://tidningar.kb.se/4112678/1877-06-05/edition/0/part/1/page/3/. Läst 1 april 2017.